# Odie
Odie es un personaje de la serie animada Academia de titanes (Class of the Titans). Descendiente de Odiseo y por ende, el genio del grupo. Aunque no posee poderes extraordinarios como super fuerza o super velocidad, su enorme genialidad y su capacidad inventiva lo hacen uno de los miembros más indispensables del grupo. Tiene como mentor al dios mensajero Hermes
- Datos: Q6048833